# Tsurigata tōrō

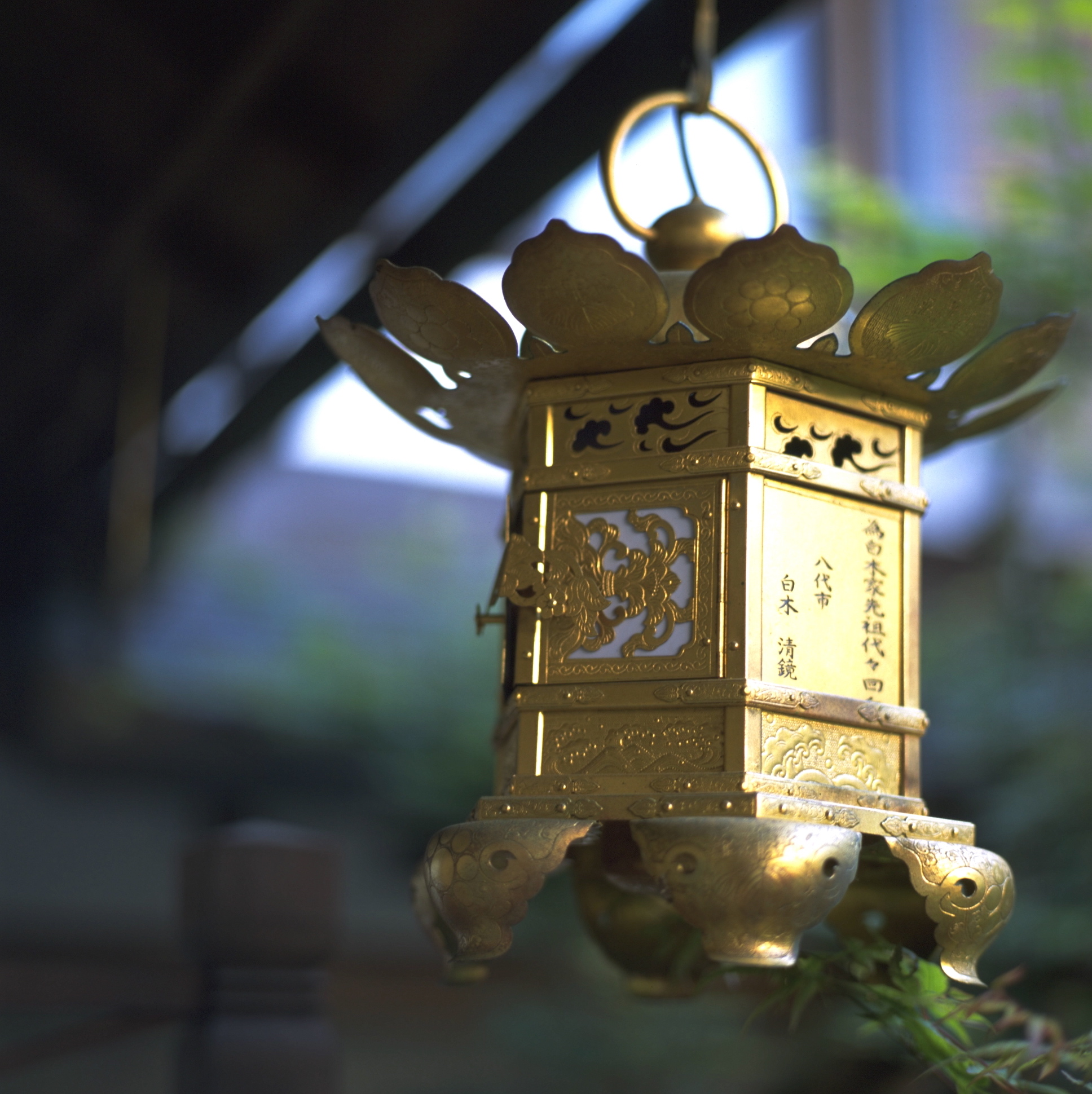
Een hangende lantaarn als votief.

Tsuri-dōrō (釣灯籠) of kaitomoshi (掻灯・吊り灯籠) is de algemene naam voor een (meestal vanaf een dakrand) hangende, metalen Japanse lantaarn (tōrō). Ze zijn gemaakt van metaal: meestal ijzer, brons of koper.

## Geschiedenis
Tsuri-dōrō werden via Korea vanuit China geïntroduceerd tijdens de Nara-periode en werden aanvankelijk gebruikt in keizerlijke paleizen. Later werden deze hangende lantaarns tōrō (灯籠), akashi (灯) en miakashi (御灯) genoemd. 
| Traditionele lantaarns in Japan, hoofdgroepen. | Traditionele lantaarns in Japan, hoofdgroepen. | Traditionele lantaarns in Japan, hoofdgroepen. | Traditionele lantaarns in Japan, hoofdgroepen. | Traditionele lantaarns in Japan, hoofdgroepen. | Traditionele lantaarns in Japan, hoofdgroepen. |
| Onderdelen tōrō                                | Onderdelen tōrō                                | Onderdelen tōrō                                | Traditionele materialen                        | Traditionele materialen                        | Traditionele materialen                        |
| ---------------------------------------------- | ---------------------------------------------- | ---------------------------------------------- | ---------------------------------------------- | ---------------------------------------------- | ---------------------------------------------- |
| platform, sokkel                               | schacht, zuil                                  | opmerkingen                                    | steen ↓ Ishi-dōrō ↓                            | metaal ↓ Kana dōrō ↓                           | hout, bamboe                                   |
| kiso, dai, jirin                               | sao                                            | \| plat- form- lan- taarns \| → Dai-dōrō → \|  | Tachigata tōrō                                 | Kinzoku tōrō                                   | Mokusei tōrō                                   |
| kiso, dai, jirin                               | sao                                            | \| plat- form- lan- taarns \| → Dai-dōrō → \|  | Nozura-dōrō                                    | Kinzoku tōrō                                   | Mokusei tōrō                                   |
| –                                              | ingegraven                                     | schachtlantaarns                               | Ikekomigata tōrō                               | …                                              | Mokusei tōrō                                   |
| → 1-6 benen                                    | → 1-6 benen                                    | kasa groot                                     | Yukimigata tōrō                                | …                                              | Andon Bonbori Chōchin                          |
| –                                              | –                                              |                                                | Okigata tōrō                                   | Tsurigata tōrō                                 | Andon Bonbori Chōchin                          |
| aangepaste pagode (tō)                         | aangepaste pagode (tō)                         | aangepaste pagode (tō)                         | Tōgata tōrō                                    | Tōgata tōrō                                    | Andon Bonbori Chōchin                          |
| plat- form- lan- taarns                        | → Dai-dōrō →                                   |                                                |                                                |                                                |                                                |

## Bouw
Tsuri-dōrō hebben meestal een vierkante of zeshoekige omtrek. Het zijn kleine lantaarns, die wordt opgehangen aan de dakrand van paleisachtige woningen, tempels en heiligdommen, woonhuizen en gebouwen. Ze kunnen gemaakt zijn van verschillende metalen. 
Zo zijn de dōzō tsuri-dōrō（銅造釣灯篭）gemaakt van koper. Moderne tsuri-dōrō kunnen van kunststof zijn gemaakt en hebben elektrisch verlichting.
| Tsuri-dōrō - hangende metalen lantaarns |
| --- |
| - Zeshoekige hangende lantaarn - Vierhoekige hangende lantaarn bij Fushimi Inari schrijn - Hangende lantaarns bij Kasuga-taisha - Tanzan Jinja in Sakurai, prefectuur Nara |